# Zyprischer Fußballpokal 2014/15
Der Zyprische Fußballpokal 2014/15 war die 73. Austragung des zyprischen Pokalwettbewerbs. Er wurde vom zyprischen Fußballverband ausgetragen. Das Finale fand am 20. Mai 2015 im GSZ-Stadion von Larnaka statt.
Pokalsieger wurde Titelverteidiger APOEL Nikosia. Das Team setzte sich im Finale gegen AEL Limassol durch. Da APOEL durch die Meisterschaft bereits für
die der Champions League qualifiziert war, erhielt die nächste Mannschaft aus der Liga den schlechtestmöglichen Startplatz (bisher Pokalfinalist).

## Modus
Die Begegnungen der 1. Runde wurden in einem Spiel ausgetragen. Bei unentschiedenem Ausgang gab es eine Verlängerung von zweimal 15 Minuten und gegebenenfalls ein Elfmeterschießen. Die Begegnungen von der 2. Runde bis zum Halbfinale wurden in Hin- und Rückspiel ausgetragen. Bei Torgleichheit entschied zunächst die Anzahl der auswärts erzielten Tore, danach eine Verlängerung und falls erforderlich ein Elfmeterschießen.

## Teilnehmer
Es nahmen nur die Mannschaften der ersten beiden Ligen teil.
| First Division (12)                                                                                           | First Division (12)                                                                                                   | Second Division (14) | Second Division (14) |
| --- | --- | --- | --- |
| - AEK Larnaka 1 - AEL Limassol 1 - Anorthosis Famagusta - AO Agia Napa - APOEL Nikosia 1 - Apollon Limassol 1 | - Doxa Katokopia - Ermis Aradippou 1 - Ethnikos Achnas - Nea Salamis Famagusta - Omonia Nikosia 1 - Othellos Athienou | - AEZ Zakakiou - Anagennisi Deryneia - APEP Pitsilia - Aris Limassol - Digenis Oroklinis - Elpida Xylofagou - ENAD Polis Chrysochous | - Enosis Neon Paralimni - Enosis Neon Parekklisia - Karmiotissa FC - Nikos & Sokratis Erimis - Olympiakos Nikosia - Omonia Aradippou - Paphos FC |

## 1. Runde
In dieser Runde traten alle 14 Teams der Second Division und 6 Teams der First Division an. Mannschaften der First Division wurden nicht gegeneinander gelost.
|                         | Ergebnis              |                         |
| ----------------------- | --------------------- | ----------------------- |
| Paphos FC               | 0:3                   | Othellos Athienou       |
| ENAD Polis Chrysochous  | 2:4                   | Anorthosis Famagusta    |
| AEZ Zakakiou            | 2:3                   | Doxa Katokopia          |
| AO Agia Napa            | 3:1                   | Enosis Neon Parekklisia |
| Elpida Xylofagou        | 1:4                   | Nea Salamis Famagusta   |
| Karmiotissa FC          | 2:1                   | Enosis Neon Paralimni   |
| APEP Pitsilia           | 0:1                   | Olympiakos Nikosia      |
| Nikos & Sokratis Erimis | 3:4                   | Anagennisi Deryneia     |
| Digenis Oroklinis       | 0:0 n. V. (4:2 i. E.) | Omonia Aradippou        |
| Ethnikos Achnas         | 3:0                   | Aris Limassol           |

## 2. Runde
In dieser Runde stiegen weitere sechs Vereine ein.
- APOEL Nikosia (Pokalsieger 2013/14)
- Ermis Aradippou (Finalist 2013/14 und 4. Platz 2013/14)
- AEL Limassol (2. Platz First Division 2013/14)
- Apollon Limassol (3. Platz First Division 2013/14)
- Omonia Nikosia (5. Platz First Division 2013/14)
- AEK Larnaka (Fair-Play-Sieger First Division 2013/14)

|                    | Gesamt |                       | Hinspiel | Rückspiel |
| ------------------ | ------ | --------------------- | -------- | --------- |
| AEK Larnaka        | 2:0    | Nea Salamis Famagusta | 1:0      | 1:0       |
| Doxa Katokopia     | 1:5    | Ermis Aradippou       | 1:3      | 0:2       |
| Omonia Nikosia     | 9:0    | AO Agia Napa          | 4:0      | 5:0       |
| Apollon Limassol   | 2:3    | Othellos Athienou     | 1:1      | 1:2       |
| Digenis Oroklinis  | 1:4    | Anorthosis Famagusta  | 1:2      | 0:2       |
| Karmiotissa FC     | 3:1    | Anagennisi Deryneia   | 2:1      | 1:0       |
| Olympiakos Nikosia | 0:4    | APOEL Nikosia         | 0:1      | 0:3       |
| AEL Limassol       | 3:2    | Ethnikos Achnas       | 1:0      | 2:2       |

## Viertelfinale
|                      | Gesamt |                 | Hinspiel | Rückspiel |
| -------------------- | ------ | --------------- | -------- | --------- |
| Othellos Athienou    | 1:5    | AEK Larnaka     | 1:1      | 0:4       |
| AEL Limassol         | 2:1    | Ermis Aradippou | 1:0      | 1:1       |
| Omonia Nikosia       | 7:0    | Karmiotissa FC  | 2:0      | 5:0       |
| Anorthosis Famagusta | 0:2    | APOEL Nikosia   | 0:0      | 0:2       |

## Halbfinale
|               | Gesamt    |                | Hinspiel | Rückspiel |
| ------------- | --------- | -------------- | -------- | --------- |
| AEK Larnaka   | (a)3:3(a) | AEL Limassol   | 2:2      | 1:1       |
| APOEL Nikosia | 3:0       | Omonia Nikosia | 3:0      | 0:0       |

## Finale
| Paarung        | APOEL Nikosia – AEL Limassol |
| Ergebnis       | 4:2 (2:1) |
| Datum          | 20. Mai 2015 |
| Stadion        | GSZ-Stadion, Larnaka |
| Zuschauer      | 10.177 |
| Schiedsrichter | Pavel Královec ( Tschechien) |
| Tore           | 0:1 Maic Sema (11.) 1:1 Tomás De Vincenti (31.) 2:1 Georgios Efrem (45.) 3:1 Georgios Efrem (53.) 4:1 John Arne Riise (60.) 4:2 Valentinos Sielis (90.) |
| APOEL Nikosia  | Dionysis Chiotis – Mário Sérgio, John Arne Riise, Carlos Roberto „Carlão“ da Cruz Junior, João Guilherme – Rafael Amorim, Martin Lanig, Nuno Morais, Georgios Efrem (65. Constantinos Charalambidis), Efstathios Aloneftis (69. Tiago Gomes) – Tomás De Vincenti (86. Nektarios Alexandrou), Rafik Djebbour Cheftrainer: Gustavo Manduca ( Brasilien)         |
| AEL Limassol   | Karim Fegrouche – Georgios Eleftheriou, Carlos „Carlitos“ Emanuel Soares Tavares (80. Edmar Lacerda da Silva), Massamba Lô Sambou, Valentinos Sielis, Esteban Sachetti (56. Marco Tagbajumi), Diallo Guidileye, Luciano Bebê, Carlos „Carlitos“ Miguel Tavares Oliveira – Adrián Sardinero, Maic Sema (80. Carlos Ohene) Cheftrainer: Christakis Christoforou |
| Gelbe Karten   | Martin Lanig, Dionysis Chiotis – Carlos „Carlitos“ Miguel Tavares Oliveira, Diallo Guidileye |